# 周家镇 (大石桥市)
周家镇是中华人民共和国辽宁省营口市大石桥市下辖的一个乡镇级行政单位。

## 行政区划
周家镇下辖以下地区：
周家堡村、猞猁沟村、冯家堡村、腰屯村、东金寺村、大金寺村、张家堡村、于家村、汤家村、代家村、车家村、青石岭村、甸子寨村、大沟村、青寨村和三道岭村。